# Curro (mascota)
Curro es el nombre de la mascota oficial de la Exposición Universal de Sevilla 1992, conocida como Expo`92. Resultó ganador en el concurso organizado por la Sociedad Estatal para elegir la mascota de dicho acontecimiento. Creado por Heinz Edelmann, también autor del film El submarino amarillo, consiguió convencer frente a otros veintitrés diseños, entre los que se encontraban los de los españoles Miguel Calatayud y Antonio Mingote.
Curro es un alegre pájaro con patas de elefante, una gran cresta y pico cónico multicolor, haciendo referencia a los colores del arcoíris. Su nombre Curro hacía referencia al nombre de Francisco en el habla andaluza y por ser el nombre del perro chihuahua del autor, llamado Francis.
La mascota se dio a conocer el 14 de marzo de 1989 en Madrid y el 22 de abril de ese mismo año fue presentado oficialmente en Sevilla, en la Plaza de España, con una espectacular y multitudinaria fiesta multimedia. 
Curro consiguió calar entre los sevillanos y españoles y se convirtió en el mejor embajador de Sevilla, promocionando la Exposición Universal por todo el mundo. Su figura fue rápidamente convertida en icono de la Exposición. En la actualidad, Curro sigue estando presente en la memoria de los sevillanos y visitantes de Expo´92.